# Petter Billengren
Claes Petter Rudolf Billengren, född 6 april 1969 i Uppsala, är en svensk skådespelare.
Billengren är uppvuxen i Linköping och utbildade sig till skådespelare i New York och Stockholm. Han medverkar i Östra Teaterns produktioner sedan 2005.[källa behövs] Han har på senare år anlitats som manusförfattare och researcher. Medverkade 2023 i SVT dramaserien Du å jag. 

## Filmografi (i urval)
- 1997 – Skilda världar (TV-serie)
- 1998 – Zingo
- 2000 – Sleepwalker
- 2000 – Dubbel-8
- 2008 – Ett enklare liv
- 2019 – Helt Perfekt (TV-serie)
- 2021 – Leif och Billy (TV-serie)
- 2023 – Du å jag (TV-serie)

## Teater
- 1994 – Publiken, Teater Regina
- 1995 – Balm in Gelead, Scenstudion
- 1996 – Stor och liten, Spegelteatern
- 1996–97 – Sound of Music, Göta Lejon
- 1997 – Sanning och konsekvens, Spegelteatern
- 2005–08 – Mohikan med vita strumpor, Östra Teatern
- 2005–08 – När lillan kom till jorden, Östra teatern
- 2008 – Boogie för benlösa, Östra teatern
- 2011 – "Autist, javisst!", Östra teatern
- 2013 – "Churchill var inte heller klok", Östra teatern
- 2016 – Skuggsyskon
- 2022 – Strutsdansen

## Utbildning
- 1993 – Bona Teaterlinje, Motala
- 1994 – Kulturama, Stockholm
- 1995 – Scenstudion, Stockholm
- 1996 – Teaterakademien, Stockholm
- 1998 – Stella Adler school, New York, USA
- 1998 – H.B Studios, New York, USA